# Worcester IceCats
Die Worcester IceCats waren ein US-amerikanisches Eishockeyteam aus Worcester, Massachusetts, welches in der American Hockey League spielte. 

## Geschichte
Die IceCats wurden 1994 gegründet, als Roy Boe – Eigentümer der New York Islanders – das Franchise der Springfield Indians aus der AHL erwarb und das Team nach Worcester umzog. Die Mannschaft begann die Saison kurzfristig mit Free-Agent-Spielern, allerdings ohne ein Farmteam einer NHL-Mannschaft zu sein. Kurz vor Saisonende wurde von Boe und dem Cheftrainer und General Manager Jim Roberts ein Vertrag mit den St. Louis Blues geschlossen. 
1998 wurden die Peoria Rivermen aus der East Coast Hockey League das Farmteam der IceCats. In der Saison 2000/01 verkaufte Roy Boe das Team an die St. Louis Blues, die wiederum am 9. November 2004 die IceCats an den Eigentümer der Peoria Rivermen veräußerten. In der Saison 2005/06 kam das Aus: Der neue Eigentümer zog das Franchise endgültig nach Peoria um, wo das Team bis heute spielt.
Als Nachfolgeverein in Worcester gehen die Worcester Sharks in der AHL auf Punktejagd.

## Saisonresultate

### Reguläre Saison
| Saison  | Spiele | S  | N  | U  | NVV | NPV | Pkt | Eigene Tore | Gegen- tore | Platzierung     |
| ------- | ------ | -- | -- | -- | --- | --- | --- | ----------- | ----------- | --------------- |
| 1994–95 | 80     | 24 | 45 | 11 | 0   | —   | 59  | 234         | 300         | 6., North       |
| 1995–96 | 80     | 36 | 28 | 12 | 4   | —   | 88  | 242         | 244         | 2., North       |
| 1996–97 | 80     | 43 | 23 | 9  | 5   | —   | 100 | 256         | 234         | 1., New England |
| 1997–98 | 80     | 34 | 31 | 9  | 6   | —   | 83  | 267         | 268         | 4., New England |
| 1998–99 | 80     | 34 | 36 | 8  | 2   | —   | 78  | 237         | 260         | 4., New England |
| 1999–00 | 80     | 34 | 31 | 11 | 4   | —   | 83  | 249         | 250         | 3., New England |
| 2000–01 | 80     | 48 | 20 | 9  | 3   | —   | 108 | 264         | 205         | 1., New England |
| 2001–02 | 80     | 39 | 33 | 7  | 1   | —   | 86  | 245         | 218         | 3., North       |
| 2002–03 | 80     | 35 | 27 | 15 | 3   | —   | 88  | 235         | 220         | 3., North       |
| 2003–04 | 80     | 37 | 27 | 13 | 3   | —   | 90  | 207         | 186         | 3., Atlantic    |
| 2004–05 | 80     | 39 | 34 | 3  | 4   | —   | 85  | 212         | 223         | 5., Atlantic    |

Legende: S = Sieg, N = Niederlage, U = Unentschieden, NVV = Niederlage nach Verlängerung, NPV = Niederlage nach Penaltyschießen, Pkt = Punkte

### Playoffs
| Saison    | 1. Runde                             | 2. Runde                             | 3. Runde                             | Finale                               |
| --------- | ------------------------------------ | ------------------------------------ | ------------------------------------ | ------------------------------------ |
| 1994–95   | Nicht für die Playoffs qualifiziert. | Nicht für die Playoffs qualifiziert. | Nicht für die Playoffs qualifiziert. | Nicht für die Playoffs qualifiziert. |
| 1995–96   | N, 1–3, Portland                     | —                                    | —                                    | —                                    |
| 1996–97   | N, 2–3, Providence                   | —                                    | —                                    | —                                    |
| 1997–98   | S, 3–1, Springfield                  | N, 3–4, Hartford                     | —                                    | —                                    |
| 1998–99   | N, 1–3, Providence                   | —                                    | —                                    | —                                    |
| 1999–00   | S, 3–1, Portland                     | N, 1–4, Hartford                     | —                                    | —                                    |
| 2000–01   | S, 3–1, Lowell                       | N, 3–4, Providence                   | —                                    | —                                    |
| 2001–02 1 | N, 1–2, Manitoba 1                   | —                                    | —                                    | —                                    |
| 2002–03   | N, 0–3, Binghamton                   | —                                    | —                                    | —                                    |
| 2003–04   | S, 4–2, Manchester                   | N, 0–4, Hartford                     | —                                    | —                                    |
| 2004–05   | Nicht für die Playoffs qualifiziert. | Nicht für die Playoffs qualifiziert. | Nicht für die Playoffs qualifiziert. | Nicht für die Playoffs qualifiziert. |

## Rekorde

### Saisonrekorde
- Tore: 38 Eric Boguniecki und Justin Papineau (2001/02)
- Assists: 46 Eric Boguniecki (2001/02)
- Punkte: 84 Eric Boguniecki (2001/02)
- Strafminuten: 337 Sylvain Blouin (1999/2000)
- Gegentorschnitt: 2.13 Curtis Sanford (2003/04)
- Fangquote: 0.929 Dwayne Roloson (2000/01)

### Vereinsrekorde
- Tore: 79 Marc Brown
- Assists: 154 Terry Virtue
- Punkte: 210 Terry Virtue
- Strafminuten: 1083 Terry Virtue
- Meiste Siege als Torhüter: 65 Curtis Sanford
- Meiste Shutouts: 10 Curtis Sanford
- Meiste Spiele: 455 Terry Virtue